# مهاجم مقبره (فیلم ۲۰۱۸)
مهاجم مقبره (انگلیسی: Tomb Raider) فیلمی در ژانر اکشن ماجراجویی و به کارگردانی رور اوثاگ است، فیلمنامه‌نویس آن ژنو رابتسون-دمر و آلستیر سیدتون نوشته شده است. این فیلم بر اساس بازی ویدیوئی به همین نام در سال ۲۰۱۳ ساخته شده است؛ که از سوی شرکت فیلم‌سازی برادران وارنر در ۲ مارس ۲۰۱۸ منتشر شد. بازیگر اصلی فیلم آلیسیا ویکاندر که در نقش لارا کرافت بازی می‌کند. از دیگر بازیگران فیلم می‌توان به، والتون گاگینز، دانیل وو، دومینیک وست، و کریستین اسکات توماس اشاره کرد.
فیلمبرداری اصلی فیلم از ژانویه تا ژوئن ۲۰۱۷ در استودیوی برادران وارنر در برزیل، انگلستان و در کیپ تاون آفریقای جنوبی انجام شد. اولین فیلم مهاجم مقبره توسط کمپانی پارامونت پبکچرز منتشر شد. در ۱۴ مارس ۲۰۱۸ در انگلیس و در تاریخ ۱۶ مارس ۲۰۱۸ توسط کمپانی برادران وارنر انجام شد. فیلم‌برداری این فیلم به صورت RealD 3D, IMAX 3D و IMAX منتشر شد.

## خلاصه داستان
لارا کرافت، فرزند ماجراجوی گمشده لرد ریچارد کرافت، باید به جزیره‌ای مرموز برود تا پدرش را که در آنجا ناپدید شده است پیدا کند. اما…